# Markos Vambakaris
Markos Vambakaris   (Ano Syros, 10 de maig de 1905 - Red Cross Hospital, 8 de febrer de 1972) va ser un músic rebétiko. Els escriptors i aficionats de "Rebétiko" li fan referència universalment pel seu nom, Markos. La gran importància de Vambakaris per al "rebetiko" també es reflecteix en el seu sobrenom: el "patriarca del rebetiko".

## Biografia
Vambakaris va néixer a Ano Syros (o Ano Khora), Siros, Grècia. Va ser el primer dels sis fills, mentre que la seva família pertanyia a l'important comunitat catòlica romana de l'illa, els "franco-syrians", nom que derivava de la col·loquial referència grega als europeus occidentals com a "francs".
Als dotze anys, en la falsa creença que la policia el volia detenir, Vambakaris va fugir de Syros cap al port del Pireu. Va treballar com a estibador, miner de carbó fos, polidor de sabates, paperer, carnisser i altres feines estranyes. Va escoltar un músic de bouzouki actuant i va prometre que, si no aprenia a tocar l'instrument en sis mesos, tallaria la seva pròpia mà amb un ganivet (aleshores treballava als escorxadors públics). Va aprendre bouzouki, convertint-se en un innovador intèrpret virtuós, i va començar a escriure cançons seves. A el principi actuava sovint en establiments clandestins per a fumadors d'haixix coneguts com a Tekes; més tard ell i la seva banda, que incloïa Giorgos Batis, Anestis Delias i Stratos Pagioumtzis van tocar en clubs i tavernes més legítimes. Van ser extremadament populars, i Markos va fer molts enregistraments. El seu sobrenom inicial entre els rebetes va ser "el Frank" (Fragos).
Spyros Peristeris, un músic ben format i director de repertori i líder d'orquestra per a diverses empreses discogràfiques, va convèncer Vambakaris perquè enregistrés les seves cançons cantades amb la seva pròpia veu. Vambakaris va gravar el seu primer disc rebetiko, Na'rchósouna re magka mou (Να 'ρχόσουνα ρε μάγκα μου) el 1932. Entre d'altres cançons en aquest període, va escriure la cançó clàssica d'amor "Frankosyriani" (Φραγκοσυριανή).
Després de l'alliberament de Grècia de l'ocupació de l'Alemanya nazi, van persistir els moments difícils, perque el seu tipus de música ja no estava de moda. També va patir mal d'artritis a les mans, que va paralitzar-lo per tocar el seu "bouzouki", i de l'asma que va dificultar el seu cant. La caiguda de les seves fortunes va durar fins a principis dels anys 60 quan, després de les iniciatives de Vassilis Tsitsanis, moltes de les seves velles cançons van ser revifades i cantades per cantants incloent Grigoris Bithikotsis i Stratos Dionysiou. Vambakaris va morir el 8 de febrer de 1972 a l'edat de 66 anys.

## Estil
L'estil de composició de Markos era del tot senzill: orquestració mínima, línies melòdiques despullades de qualsevol embelliment i lletres tan desproveïdes d'ornamentació com fos possible. La seva obra mestra estròfica "Les vostres pestanyes brillen" és un exemple típic del seu art. Consta de només tres cops curts, cadascun dos cops a la mateixa frase melòdica, amb clàusules invertides per segona vegada i amb una única frase instrumental entrellaçada entre elles:
| « | <<Les vostres pestanyes brillen com les flors del prat. Els teus ulls, germana, fan que el meu petit cor s'esquerdi Cerqueu fins que quedin cecs no en trobaràs un altre com jo.>> | » |

A mesura que passen els anys, sorgeix la seva important contribució a la música grega. Tots els altres compositors grecs, del seu temps i després, el veneren com el seu mestre, i Mikis Theodorakis va assenyalar:
| « | <<"Tots, no som més que branques d'un arbre. Markos és aquell arbre". | » |

## Discografia
Es pot escoltar a Markos en molts dels CD antològics que apareixen a la discografia rebetiko. Entre els CD que poden estar disponibles en països d'anglès s'inclouen:
- Markos Vamvakaris Bouzouki Pioneer: 1932–1940 Rounder Select, 1998.
- Rembetika 5-Master of Rembetika 1932-193 [Box box] (4 discos) Jsp Records, 2010.
- El camí cap a Rembetica Trad. Crossroads, 2010 (CD que acompanya el llibre de Gail Holst - vegeu la secció Referències)

## Vida personal
Markos es va casar amb la seva primera esposa amb un matrimoni catòlic. Després del divorci (pel qual va escriure una cançó), es va casar amb la seva segona esposa, Evangelia, amb un matrimoni ortodox grec. Va tenir tres fills: Vasilis, Stelios (un músic també) i Dominikos.

## A la cultura popular
Stavros Xarchakos i Nikos Gatsos van escriure una cançó anomenada Gramma sto Marko Vamvakari (Carta a Markos Vambakaris, grec: Γράμμα στο Μάρκο Βαμβακάρη), cantada per Giorgos Dalaras i l'actriu Despo Diamantidou. També Thodoros Derveniotis i Kostas Virvos van escriure Markos, cantat per Kaiti Abavi. Markos Vambakaris també s'esmenta a les cançons següents:
- Deka palikaria (Deu senyors, grec: Δέκα παλικάρια) de Manos Loïzos i Lefteris Papadopoulos, cantada per Giorgos Dalaras
- Ihes thalasses sta matia (Tenies mars als ulls, grec: Είχες θάλασσες στα μάτια) per Elias Andriopoulos i Michalis Bourboulis, cantada per Antonis Kalogiannis
- I mikri istoria tis Marinas (La història breu de Marina, en grec: Η μικρή ιστορία της Μαρίνας) de Dionisis Tsaknis
- Rock feggari (Rock moon, grec: Ροκ φεγγάρι) d'Andreas Mexas i Vasilis Mastrokostas, cantada per Paschalis Terzis
- San ton Samouil sto Kougi (Com Samuel a Koughi, en grec: Σαν τον Σαμουήλ στο Κούγκι) de Tzimis Panousis
- Sto es jubila (Al àtic, grec: Στο ρετιρέ) d'Angelos Axiotis, cantat per Antonis Kalogiannis
- Ta mesimeria tis Kyriakis (diumenges a la tarda, grec: Τα μεσημέρια της Κυριακής) de Giorgos Hatzinasios i Yiannis Logothetis, cantada per Manolis Mitsias
- Novel·la gràfica Rébétiko de David Prudhomme (Futuròpolis, 2009)